# Passport to Paris
Passport to Paris (bra: Passaporte para Paris) é um filme estadunidense de 1999, do gênero comédia, dirigido por Alan Metter. 
Lançado diretamente em vídeo, é estrelado por Mary-Kate e Ashley Olsen, também produtoras-executivas. 
O filme Passaporte para Paris (1999) é uma comédia familiar que acompanha as aventuras das irmãs gêmeas Ally e Melanie Porter, interpretadas por Ashley e Mary-Kate Olsen. As meninas viajam para a França para visitar o avô, que é embaixador dos Estados Unidos no país. Durante a estadia em Paris, elas se encantam pela cidade, sua cultura e, especialmente, pelos rapazes francófonos que conhecem por lá. O filme explora temas como descoberta, amizade e primeiros amores, tudo ambientado no cenário romântico e icônico de Paris.

## Elenco
- Mary-Kate Olsen como Melanie Mel Porter
- Ashley Olsen como Allyson Ally Porter
- Matt Winston como Jeremy Bluff
- Ethan Peck como Michel